# Nachtblende (2010)
Nachtblende ist ein französischer Thriller von Éric Lartigau aus dem Jahr 2010. Er beruht auf dem Roman The Big Picture (1997) von Douglas Kennedy.

## Handlung
Paul Exben ist Teilhaber einer Kanzlei. Er hat sich mit seiner Frau Sarah und den beiden Kindern ein Haus unweit von Paris gekauft, ist erfolgreich im Beruf und in seiner Freizeit glücklich mit seinem Hobby, der Fotografie. Gerade hat er sich eine neue Kameraausrüstung gekauft. Seine Frau ist jedoch mit dem Leben, das sie an seiner Seite führt, nicht glücklich. Sie fühlt sich wie in einem goldenen Käfig gefangen, zumal sie erkennen muss, dass ihr Traum vom Erfolg als Schriftstellerin unrealistisch ist. Es bleiben ihr ein Haus in der Provinz, ein stets beschäftigter Mann und die beiden Kinder. Eines Tages trinken Paul und Sarah einen Wein, den Paul nicht kennt. Sarah behauptet, dass sie ihn in der Stammvinothek Pauls gekauft hat. Später will Paul den Wein dort nachbestellen, doch führt das Geschäft den Wein nicht. Paul wird misstrauisch. Er kommt eines Tages vorzeitig nach Hause und glaubt, Sarah mit einem Liebhaber telefonieren zu sehen. Bei einer Feier mit den Nachbarsfamilien wird der betreffende Wein als Lieblingswein von Pauls Nachbarn, dem Fotografen Grégoire Kremer, bezeichnet. Paul sieht zudem, wie Greg Sarah unauffällig berührt. Am nächsten Tag findet Paul das Haus verlassen vor. Sarah teilt ihm per Zettel mit, dass sie sich von ihm scheiden lassen will. Paul geht zu Greg, stellt ihn zur Rede und Greg gibt das Verhältnis zu. Als er ironisch auf Pauls Wut reagiert, schlägt Paul ihm eine Flasche auf den Kopf. Bei der anschließenden Prügelei fällt Grégoire auf den abgebrochenen Flaschenhals und verblutet.
Paul ist zunächst wie gelähmt. Dann schafft er die Leiche in die Kühltruhe von Gregs Haus. Er schreibt Mails von Gregoires PC an Sarah und Grégoires Kollegen, dass er für einen Fotoauftrag für mehrere Wochen nach Ungarn gehe. Er ersetzt das Foto in Gregs Führerschein mit seinem eigenen Foto und meldet als Grégoire den Ausweis als verloren. Sarah hat unterdessen deutlich gemacht, dass die Trennung endgültig ist. Er trifft sich noch einmal mit ihr und kündigt an, sich auf die gemeinsame Yacht zurückzuziehen. Paul fährt ans Meer und versenkt Grégoires Körper im Wasser. Mit dem Beiboot lässt er sich zurück an Land treiben, während er auf der Yacht eine selbstgebaute Bombe hochgehen lässt. Seine Papiere hat er an Bord zurückgelassen. Sein Verschwinden wird als Unfall gewertet, er selbst gilt als tot. Paul fährt zurück in die Stadt und flüchtet mit Gregs Wagen gen Osten. Er macht in Montenegro Halt, wo er einmal einen Urlaub verbracht hatte, und mietet eine Wohnung in einem Dorf. Er stellt sich als Greg vor und erzählt, dass er Fotograf sei. Er fotografiert in der folgenden Zeit landestypische Szenen und Dorfimpressionen.
Eines Tages trifft er in der Dorfbar auf den Landsmann Bartholomé. Am Abend bringt Paul den betrunkenen Bartholomé bei sich unter. Bartholomé bewundert Pauls Aufnahmen. Am nächsten Tag sind Bartholomé und die Bilder verschwunden. Ivana, die Leiterin der Bildabteilung einer Zeitung, ruft Paul an. Es stellt sich heraus, dass Bartholomé Chefredakteur einer Zeitung ist. Sie erteilt ihm den Auftrag für eine Fotoserie, die so erfolgreich ist, dass Paul die Möglichkeit erhält, seine Bilder in einer Kunstgalerie auszustellen. Er willigt ein, weigert sich jedoch beharrlich, dass ein Foto von ihm veröffentlicht wird. Bartholomé ahnt, dass Paul ihm nicht die ganze Wahrheit erzählt hat. Bei der Ausstellungseröffnung soll Bartholomé einem Agenten aus Paris vorgestellt werden, der Greg aus der Zeit in Frankreich kennt. Panisch flieht Paul. Er setzt sein Auto in Brand, begibt sich zum Hafen und verschafft sich unter der Hand und mit viel Geld einen Platz auf einem Frachtschiff nach Südamerika.
Eine Nachts wird er Zeuge einer wilden Prügelei an Bord, und wie die Crew blinde Passagiere über Bord wirft. Heimlich fotografiert er die Szene und wird dabei von den Matrosen entdeckt. Bevor sie ihn ergreifen und überwältigen können, kann er die Filmrolle austauschen und den belichteten Film in seine Jacke stecken. Als Zeuge wird auch er über Bord geworfen, kann aber sich selbst und einen anderen Mann auf eine Rettungsinsel heben. Sie werden von der italienischen Küstenwache aufgegriffen, und der blinde Passagier zeigt Pauls Fotos als seine eigenen vor. Während er von der Presse bestürmt wird, kann sich Paul heimlich davonmachen.

## Produktion und Veröffentlichung
Grundlage des Drehbuchs ist der 1997 erschienene Roman „The Big Picture“ von Douglas Kennedy.
Für Romain Duris war es der zweite gemeinsame Film mit Niels Arestrup nach Der wilde Schlag meines Herzens (2005), der mit einem BAFTA und mit 20 weiteren Preisen ausgezeichnet wurde.
Der Film wurde in Paris und in Montenegro gedreht. Mitglieder der Crew – Regisseur, Kameramann und Hauptdarsteller –, fuhren in einem alten Mercedes, der seinen Auftritt hat als Gregs Auto, in dem Paul auf die Flucht geht, von Paris aus, durch Frankreich, über die Alpen, durch das ehemalige Jugoslawien bis zu dem kleinen Küstenort in Montenegro, wo Paul sein neues Leben als Fotograf beginnt. Aufnahmen der wechselnden Landschaften, die Laurent Dailland während dieser Reise gedreht hat, fanden später Eingang in den Film.
Die Fotografien im Film stammen von dem Magnum-Fotografen Antoine D’Agata (* 1961), der die Fotos während der Dreharbeiten im Laufe einer Woche aufgenommen hat.
Die Filmmusik, komponiert von Evgueni und Sacha Galperine, wurde vom Orchestre de Saint Petesbourg unter der Leitung von Vsevolod Polonsky eingespielt.
Der Film kam am 3. November 2010 in die französischen Kinos. In Deutschland wurde Nachtblende am 22. Juni 2011 direkt auf einer um Bonusmaterial ergänzten DVD veröffentlicht.

## Kritik
Für den film-dienst war Nachtblende ein „kompositorisch überzeugender Thriller über den leidvollen Selbstfindungsprozess eines Mannes, der zu sich selbst findet, aber ausweglos verstrickt bleibt.“
Cinema befand, dass der Film „nach dem recht zähen Anfang zügig voran[schreitet] und […] eine packende Mischung aus Thriller und Drama [ist]“. Romain Duris sei „in einer herben Charakterrolle“ überzeugend und begeistere. „Ein kühles, aber rührendes Psychogramm über die Suche nach dem wahren Glück und den Preis dafür, mit Romain Duris ideal besetzt“, befand Der Spiegel.

## Auszeichnungen
Nachtblende wurde 2011 für zwei Césars nominiert: Niels Arestrup erhielt eine Nominierung in der Kategorie Bester Nebendarsteller, während Éric Lartigau und Laurent de Bartillat in der Kategorie Bestes adaptiertes Drehbuch nominiert wurden.